# Andraž Nemec
Andraž Nemec, slovenski hokejist na travi, * 30. marec 1977, Ljubljana. 
Je eden najboljših slovenskih vratarjev v hokeju na travi vseh časov. Igral je za UHK Svoboda in HK Lek Lipovci, kot posojen igralec pa tudi za HK Moravske Toplice. Po končani karieri je bil v letih 2006 in 2007 selektor državne reprezentance Slovenije, treniral pa je tudi HK Pliva Lipovci.

## Igralska kariera
S hokejem na travi se je začel ukvarjati relativno pozno in v pomladanskem delu sezone 1995/1996 postal prvi vratar, HK Svoboda iz Ljubljane. Že istega leta je na Panonskem pokalu v Zagrebu, na tekmi proti Madžarski, debitiral tudi v dresu državne reprezentance. Vsa leta igranja za ljubljanski klub je bil eden najboljših posameznikov v ekipi in je bistveno pripomogel k osvojitvi dvoranskih prvenstev leta 1997, 1998, 1999 in 2002. Prav tako so bile njegove obrambe ključne pri osvojitvi naslova državnega prvaka z UHK Svobodo leta 2002. Po tej sezoni je prestopil v HK Lek Lipovci in v naslednjih treh sezonah skupaj s klubom osvojil vse možne domače lovorike.
Z evropskimi klubskimi prvenstvi se je prvič srečal leta 1997, ko je kot posojen igralec s HK Triglav Predanovci odpotoval na evropsko klubsko pokalno prvenstvo skupine C na Dunaj. Vendar na prvenstvu zaradi poškodbe gležnja ni zaigral. Že naslednjo evropsko priložnost je leta 1998 dobro izkoristi. Z matičnim klubom je namreč, na evropskem klubskem dvoranskem prvenstvu skupine C v Beogradu, osvojil bronasto medaljo, sploh prvo za slovenske klube v tem rangu tekmovanja. Na evropskih dvoranskih klubskih prvenstvih je nato nastopil še leta 1999, 2000, 2002 in 2004. Na zadnjih dveh prvenstvih kot član HK Lek Lipovci, vendar mu rezultata s prvega prvenstva ni uspelo izboljšati.
Na evropskem klubskem pokalnem prvenstvu je z UHK Svobodo prvič nastopil leta 1999. Leto kasneje pa kot posojen igralec v dresu HK Moravske Toplice na Dunaju, na enakem prvenstvu, osvojil tretje mesto in s tem prvo medaljo za slovenske klube na prostem. Enak uspeh je leta 2003 ponovil tudi s HK Lek Lipovci na takem tekmovanju v Zagrebu. Leta 2004 je na evropskem klubskem prvenstvu skupine C v Belorusiji, dosegel uspeh kariere in z Lipovčani osvojil prvo mesto in napredovanje med šestnajst najboljših klubov v Evropi. Evropsko prvenstvo skupine B leta 2005 je bilo nato tudi njegovo zadnje. Klubsko kariero je zaradi pomanjkanja motivacije, končal istega leta z osvojitvijo drugega naslova prvaka Interlige.   
Andraž Nemec je postal tudi prvi Slovenec, ki se lahko pohvali z indvidualnim priznanjem na evropskih tekmovanjih, saj je bil v karieri trikrat izbran za najboljšega vratarja evropskih prvenstev skupine C. Prvič v Moravskih Toplicah leta 1999, nato v nizozemskem Venlu leta 2000 in nazadnje z reprezentanco na dvoranskem prvenstvu v Brescii leta 2003. Pri tem je potrebno poudariti, da izbora najboljših niso opravili na vseh turnirjih ampak na le približno polovici. Kot eden prvih slovenskih igralcev je vzbudil zanimanje pri klubih iz razvitejših hokejskih držav, vendar se za odhod na Nizozemsko in kasneje Španijo ni odločil.
Za reprezentanco Slovenije je med letoma 1996 in 2005 zbral šestindvajset nastopov ter štiri nastope, na prvenstvu v Brescii, za dvoransko reprezentanco. V dresu reprezentance je na Panonskem pokalu v Zagrebu proti Madžarski odigral svojo zadnjo tekmo. Pri rezultatu 5:0 za Slovenijo, je najprej obranil kazenski strel, takoj nato pa ga je selektor Ludvik Zelko v sedemindvajseti minuti častno zamenjal in mu dal že na klopi za rezervne igralce vedeti, da želi da ga nasledi na selektorskem položaju. Po tekmi je prejel tudi plaketo ZHNTS za uspešno igranje v reprezentanci Slovenije.

## Trenerska kariera
Zaradi težav s trenerji pri UHK Svobodi, je bil klub mladosti v sezoni 1998/1999 trener in hkrati igralec edinega ljubljanskega kluba. V tej sezoni je tako člansko, kot tudi mladinsko ekipo, popeljal do naslova dvoranskih prvakov, po sezoni je zaradi neizpolnjenih ciljev v državnem prvenstvu, z mesta prvega trenerja odstopil.
Prva prava trenerska zgodba se je začela na dvoranskem prvenstvu leta 2006, kjer je s HK Pliva Lipovci osvojil naslov dvoranskega prvaka. Klub je nato vodil še na dvoranskih prvenstvih leta 2007, 2009 in 2010 in ga vselej popeljal do naslova dvoranskega prvaka. Uspešno je HK Pliva Lipovci vodil tudi na vseh evropskih klubskih dvoranskih prvenstvih, katerih se je klub v tem obdobju udeležil. Najpomembnejšo lovoriko v dvoranskem hokeju je s klubom osvojil leta 2010, z zmago v Dvoranski Interligi.
S HK Pliva Lipovci je v letih 2006 in 2007, osvojil finalni turnir Interlige tudi na prostem. Ekipo je leta 2006 popeljal do zmage na evropskem klubskem prvenstvu skupine C v Zagrebu. Leto kasneje pa bil na klopi, tudi na tekmovanju skupine B v Pragi. Po reorganizaciji evropskih klubskih tekmovanj je bil v vlogi trenerja, ob zmagi v skupini Challenge II leta 2009 na Portugalskem. Zadnji evropsko klubsko prvenstvo, ki ga je osvojil z Lipovčani je bilo Challenge II leta 2012 v Atenah, od vodenja ekipe se je poslovil leto kasneje na evropskem klubskem prvenstvu Challenge I v Pragi.
Takoj po končani igralski karieri je prevzel tudi vodenje državne reprezentance. Reprezentanco je vodil na dveh tekmovanjih za Panonski pokal in po tretjem mestu leta 2006 v Zagrebu, je leta 2007 v Bratislavi pokal tudi osvojil.
Zmaga v Bratislavi je bila prva zmaga, za Slovenijo na tem tekmovanju. Še večji uspeh je sledil dva meseca kasneje, ko je z reprezentanco osvojil evropsko prvenstvo skupine Challenge II. Ker z novim vodstvom ZHNTS ni našel skupnega jezika, se je selektorskemu položaju v začetku leta 2008 odpovedal.
Reprezentanco Slovenije je skupno vodil na enajstih tekmah in ob enem porazu ter treh neodločenih rezultatih, kar sedemkrat zmagal, to ga vsaj statistično gledano suvereno postavlja na prvo mesto, daleč pred vse dosedanje selektorje.

## Ostalo
Kot demonstrator in trener vratarjev se je v letih 2003 in 2004 udeležil Sportwayovega hokejskega kampa za mladino v Zagrebu (Sportways Hockey Youth Camp). Enega izmed petih tovrstnih uradnih kampov, z bogato mednarodno udeležbo, ki so bili v tem obdobju pod okriljem Evropske zveze za hokej na travi.
Za mandatni obdobji 2010-2014 in 2014-2018 je bil s strani Zveze za hokej na travi Slovenije, imenovan za člana skupščine Olimpijskega komiteja Slovenije.